# ازدواج همجنس در کاستاریکا
ازدواج همجنس در کاستاریکا از ۲۶ مه سال ۲۰۲۰ به دنبال حکم دیوان عالی دادگستری قانونی شده‌است. کاستاریکا اولین کشور در آمریکای مرکزی بود که ازدواج‌های همجنس را به رسمیت شناخت و انجام داد.
در ۸ اوت ۲۰۱۸، دادگاه عالی کاستاریکا بخش‌هایی از قانون خانواده را که ازدواج همجنس را ممنوع کرده بود را خلاف قانون اساسی اعلام کرد و به مجلس قانون گذار ۱۸ ماه فرصت داد تا قانون را بر این اساس اصلاح کند. در غیر این صورت این ممنوعیت به‌طور خودکار لغو می‌شود. این حکم در بولتن قضایی در تاریخ ۲۶ نوامبر ۲۰۱۸ منتشر شد، به این معنی که ازدواج همجنس‌ها حداکثر تا ۲۶ مه ۲۰۲۰ قانونی می‌شود. این قانون به دنبال حکمی بود که در ژانویه ۲۰۱۸ توسط دادگاه حقوق بشر بین آمریکایی صادر شد، مبنی بر اینکه امضاکنندگان کنوانسیون آمریکایی حقوق بشر ملزم به اجازه ازدواج همجنس‌ها هستند.
این موضوع در انتخابات عمومی ۲۰۱۸ کاستاریکا موضوع اصلی بود. پس از حکم دادگاه، چندین تلاش ناموفق قانونگذاران محافظه کار برای به تأخیر انداختن مهلت مقرر، به دلیل عدم حمایت، ناکام ماند.

## اتحاد مدنی
به رسمیت شناختن قانونی اتحاد مدنی در کاستاریکا از سال ۲۰۰۶ به‌طور دوره ای مورد بحث و بررسی قرار گرفت، این بحث در ماه مه سال ۲۰۰۹ دوباره آغاز شد و به دلیل نفوذ شدید کلیسای کاتولیک در این کشور جنجال‌های قابل توجهی ایجاد کرد.

## افکار عمومی
نظرسنجی انجام شده بین ۴ و ۱۰ ژانویه ۲۰۱۲ توسط La Nación نشان داد که ۵۵ درصد از مردم کاستاریکا از این جمله: «زوج‌های همجنس باید از حقوق مشابه زوج‌های غیر همجنس برخوردار باشند» حمایت می‌کنند؛ و ۴۱٪ هم مخالف بودند. در بین افراد ۱۸ تا ۳۴ ساله، ۶۰٪ افراد موافق بودند.
طبق نظرسنجی مرکز تحقیقات پیو، که بین ۹ نوامبر تا ۱۹ دسامبر ۲۰۱۳ انجام شد، ۲۹٪ از مردم کاستاریکا از ازدواج همجنس‌ حمایت می‌کردند، در حالی که ۶۱٪ با این ازدواج مخالف بودند.
نظرسنجی انجام شده در اوت ۲۰۱۶ توسط Centro de Investigación y Estudios Políticos (CIEP) نشان داد که ۴۹٪ از مردم کاستاریکا با قانون ازدواج زوج‌های همجنس مخالف هستند و ۴۵٪ از آن حمایت می‌کنند. ۶٪ رای ممتنع داشتند.
آمریکابارومتر در سال ۲۰۱۷ نشان داد که ۳۵٪ از مردم کاستاریکا از ازدواج همجنس‌ حمایت می‌کنند.
نظرسنجی منتشر شده در ژانویه ۲۰۱۸ توسط CIEP نشان می‌دهد که ۳۵٪ از جمعیت کاستاریکا از ازدواج همجنس‌ حمایت می‌کنند و ۵۹٪ مخالف هستند.